# جبل هلكورد
جبل هلكورد وهو ثاني أعلى قمم الجبال في العراق بعد جبل شيخا دار إذ يبلغ ارتفاعه 3607 فوق مستوى سطح البحر ويقع ضمن سلسلة جبال حصاروست قرب الحدود مع إيران. ويقع في منطقة سكران هلكورد التابعة لقضاء جومان الواقع على الحدود العراقية الإيرانية حيث أعلن قضاء جومان في محافظة أربيل، عن الاستعداد لإنشاء أول محمية طبيعية في العراق بدعم من منظمة نمساوية في منطقة جبلية قرب الحدود مع كل من إيران وتركيا، لكن المشروع يواجه تحديات عدة أبرزها العمليات العسكرية والقصف التي تتعرض لها المنطقة.
- ملاحظة: تعد قمة جبل شيخا دار (جيخي درة) أعلى قمة في العراق.